# Lista de prefeitos de Manoel Urbano
Esta é a lista de prefeitos de Manoel Urbano, município do estado brasileiro do Acre.
| Nº | Nome                                                                    | Imagem                               | Partido                                          | Início do mandato      | Fim do mandato                          | Observações                               |
| —  | Antônio Dias de Araújo (Manoel Urbano, 03.07.1913–)                     |                                      | Aliança Renovadora Nacional ARENA                | 1° de março de 1963    | 30 de janeiro de 1966                   | Subprefeito da Vila Manoel Urbano         |
| —  | Sebastião Ferreira Lima                                                 |                                      | Aliança Renovadora Nacional ARENA                | 31 de janeiro de 1966  | 30 de janeiro de 1969                   | Subprefeito da Vila Manoel Urbano         |
| —  | Lauro Fontes                                                            |                                      | Aliança Renovadora Nacional ARENA                | 31 de janeiro de 1969  | 30 de janeiro de 1972                   | Subprefeito da Vila Manoel Urbano         |
| —  | Antônio Dias de Araújo (Manoel Urbano, 03.07.1913–)                     |                                      | Aliança Renovadora Nacional ARENA                | 31 de janeiro de 1972  | 30 de janeiro de 1976                   | Subprefeito da Vila Manoel Urbano         |
| 1  | Pelegrino Maia                                                          |                                      | Aliança Renovadora Nacional ARENA                | 31 de janeiro de 1976  | 19 de setembro de 1976                  | Prefeito nomeado                          |
| 2  | Admilson Mendes de Araújo (Manoel Urbano, 1938– Rio Branco, 01.03.2021) |                                      | Aliança Renovadora Nacional ARENA                | 20 de setembro de 1976 | 1º de fevereiro de 1978                 | Prefeito nomeado renunciou o mandato      |
| 3  | José Ribeiro Dantas                                                     |                                      | Aliança Renovadora Nacional ARENA                | 2 de fevereiro de 1978 | 5 de abril de 1978                      | Prefeito nomeado interinamente            |
| 4  | Sebastião Ferreira Lima                                                 |                                      | Aliança Renovadora Nacional ARENA                | 6 de abril de 1978     | 22 de outubro de 1979                   | Prefeito nomeado                          |
| 5  | Admilson Mendes de Araújo (Manoel Urbano, 1938– Rio Branco, 01.03.2021) |                                      | Partido Democrático Social PDS                   | 23 de outubro de 1979  | 31 de dezembro de 1983                  | Prefeito nomeado                          |
| 6  | Francisco Pereira Filho                                                 |                                      | Partido do Movimento Democrático Brasileiro PMDB | 1º de janeiro de 1984  | 31 de dezembro de 1985                  | Prefeito nomeado                          |
| 7  | Antônio do Nascimento Martins                                           |                                      | Partido do Movimento Democrático Brasileiro PMDB | 1º de janeiro de 1986  | 31 de dezembro de 1988                  | Prefeito eleito em sufrágio universal     |
| 8  | Manoel da Silva Almeida                                                 |                                      | Partido do Movimento Democrático Brasileiro PMDB | 1º de janeiro de 1989  | 31 de dezembro de 1992                  | Prefeito eleito em sufrágio universal     |
| 9  | Admilson Mendes de Araújo (Manoel Urbano, 1938– Rio Branco, 01.03.2021) |                                      | Partido Democrático Social PDS                   | 1º de janeiro de 1993  | 31 de dezembro de 1996                  | Prefeito eleito em sufrágio universal     |
| 10 | Jorge Almeida da Silva                                                  |                                      | Partido dos Trabalhadores PT                     | 1º de janeiro de 1997  | 31 de dezembro de 2000                  | Prefeito eleito em sufrágio universal     |
| 10 | Jorge Almeida da Silva                                                  | 1º de janeiro de 2001                | Partido dos Trabalhadores PT                     | 31 de dezembro de 2004 | Prefeito reeleito em sufrágio universal |                                           |
| 11 | Manoel da Silva Almeida (Sena Madureira, 16.09.1952–)                   |                                      | Partido da Social Democracia Brasileira PSDB     | 1º de janeiro de 2005  | 31 de dezembro de 2008                  | Prefeito eleito em sufrágio universal     |
| 11 | Manoel da Silva Almeida (Sena Madureira, 16.09.1952–)                   | Partido Progressista PP              | 1º de janeiro de 2009                            | 19 de agosto de 2010   | Prefeito reeleito renunciou o mandato   |                                           |
| —  | Francisco Sebastião Mendes (Sena Madureira, 13.06.1953–)                |                                      | Partido Progressista PP                          | 20 de agosto de 2010   | 31 de dezembro de 2012                  | Vice-prefeito eleito no cargo de prefeito |
| 12 | Ale Anute Silva, Ale Araújo (Manoel Urbano, 14.10.1953–)                |                                      | Democratas DEM                                   | 1º de janeiro de 2013  | 31 de dezembro de 2016                  | Prefeito eleito em sufrágio universal     |
| 13 | José Altanízio Taumaturgo Sá, Tanizo Sá (Sena Madureira, 26.04.1968–)   |                                      | Partido do Movimento Democrático Brasileiro PMDB | 1º de janeiro de 2017  | 31 de dezembro de 2020                  | Prefeito eleito em sufrágio universal     |
| 13 | José Altanízio Taumaturgo Sá, Tanizo Sá (Sena Madureira, 26.04.1968–)   | Movimento Democrático Brasileiro MDB | 1º de janeiro de 2021                            | 31 de dezembro de 2024 | Prefeito reeleito em sufrágio universal |                                           |
| 14 | Raimundo Toscano Velozo (Sena Madureira, 28.07.1960–)                   |                                      | Progressistas PP                                 | 1° de janeiro de 2025  | Atualidade                              | Prefeito eleito em sufrágio universal     |